# Aragon (Aude)
 Aragon   (en occitano Argon) es una población y comuna francesa, situada en la región de Languedoc-Rosellón, departamento de Aude, en el distrito de Carcasona y cantón de Alzonne.
Está integrada en la Communauté de communes du Cabardès - Canal du Midi.

## Demografía
| 427 | 580 | 621 | 708 | 704 | 694 | 676 | 664 | 647 | 613 | 597 | 604 | 620 | 623 | 524 | 465 | 460 | 496 | 499 | 475 | 457 | 469 | 454 | 431 | 374 | 355 | 334 | 304 | 306 | 374 | 389 | 453 |
| Para los censos de 1962 a 1999 la población legal corresponde a la población sin duplicidades (Fuente: INSEE [Consultar]) |     |     |     |     |     |     |     |     |     |     |     |     |     |     |     |     |     |     |     |     |     |     |     |     |     |     |     |     |     |     |     |

El censo de 2005 (INSEE) le atribuye 445 habitantes.